# Búnquers del Carmel
Els mal anomenats Búnquers del Carmel és un mirador situat al cim del Turó de la Rovira, al districte d'Horta-Guinardó, des del qual es pot observar tota Barcelona. L'origen d'aquest espai es troba a la guerra civil Espanyola quan les forces republicanes van instal·lar una bateria antiaèria per protegir Barcelona dels bombardejos de l'aviació feixista Italiana. Posteriorment, als anys 40 i 50 es va establir al voltant d'aquest lloc un barri de barraques que inicialment va aprofitar les construccions abandonades que ocupaven la bateria antiaèria i la resta d'instal·lacions. Actualment, és un lloc molt visitat pels turistes, ja que proporciona una de les millors vistes de tota la ciutat de Barcelona.

## Origen: La guerra civil espanyola
Durant la guerra civil espanyola, Barcelona va ser objecte de molts bombardejos, tant per objectius militars com per a atemorir a la població civil. Per això aprofitant la situació del turó de la Rovira, l'exèrcit república va decidir instal·lar-hi una bateria antiaèria. L'objectiu principal era protegir la ciutat dels bombardejos en estora de l'aviació feixista italiana que van provocar més de 800 morts. Inicialment s'havien d'instal·lar 2 canons, però finalment l'any 1938 es van col·locar 4 canons de 105 mm.
Finalment, el gener de 1939, l'exèrcit república va inutilitzar els cànons en el moment de la seva retirada.
Curiosament tot hi que tothom anomena el lloc com els búnquers del Carmel mai hi va haver cap búnquer sinó solament aquesta bateria antiaèria i les seves instal·lacions.

## El barri dels canons
Després de l'abandonament de les bateries antiaèries i coincidint amb l'arribada massiva d'immigrants als anys 40-50, es va anar formant un barri de barraques al voltant d'aquest espai conegut popularment com “Els canons”.
Els seus habitants van disposar les barraques ordenadament en relació amb l'eix central de la bateria, que es va convertir amb el carrer principal i van anar adaptant-se als forts pendents de la zona.
El barri va arribar a tenir més de 100 barraques i uns 600 habitants, i es va caracteritzar sempre per una gran organització per a reclamar serveis bàsics.
El barri dels canons va ser l'últim gran nucli de barraques de la ciutat i va desaparèixer l'any 1990 quan els seus habitants van ser reallotjats com a conseqüència de les transformacions urbanístiques que va suposar la preparació dels jocs olímpics de 1992.

## Actualitat
La ubicació dels búnquers del Carmel, situats al cim del Turó de la Rovira, a 262 metres d'alçada i amb vistes de 360° a Barcelona, és un dels millors miradors de la ciutat, i que amb el boom turístic dels darrers anys s'ha convertit amb un atractiu per als visitants de la ciutat, fins al punt d'arribar a la massificació i generar algun problema de convivència amb els veïns del barri.
Per una altra banda, al març del 2011, el Museu d'Història de Barcelonava inaugurar un espai on s'explica la història i el valor patrimonial d'aquests zona, amb plafons informatius i l'organització de visites guiades.
Finalment, el futur d'aquest espai i el seu entorn passa pel pla dels Tres Turons (Turó de la Rovira, Turó del carmel i Turó de la Creueta del Coll), un projecte impulsat per l'Ajuntament de Barcelona que pretén millorar i connectar aquests tres turons però que ha quedat aturat perquè justament suposava l'enderroc d'algunes cases de la zona propera als búnquers.